# 942
Năm 942 là một năm trong lịch Julius.

## Sinh
- Đào Cam Mộc-Thái sư Á vương công thần nhà Lý (m. 1015)